# Khalid bin Faysal Al Sa'ud
Khālid bin Fayṣal Āl Saʿūd (in arabo خالد الفيصل بن عبد العزيز آل سعود‎?; Riyad, 24 febbraio 1940) è un principe, politico e collezionista d'arte saudita, membro della famiglia reale Āl Saʿūd.

## Primi anni di vita e formazione
Il principe Khalid è nato a Riad il 24 febbraio 1940 ed è il terzo figlio di re Faysal. Sua madre è Haya bint Turki bin Abd al-Aziz Al Turki, che apparteneva al clan Al Jiluwi.
Nel 1948, il principe Khalid ha iniziato a frequentare la scuola Modello di Ta'if per ricevere l'istruzione secondaria. Come gli altri figli di re Faysal, Khalid è stato educato all'estero dopo aver completato l'istruzione secondaria in patria. Ha frequentato prima la Hun School di Princeton, New Jersey, poi, nel 1966, ha conseguito un Bachelor of Arts in economia politica all'Università di Oxford.

## Carriera politica
Dopo il ritorno in Arabia Saudita, nel 1967, è stato nominato direttore generale dell'Ente del welfare giovanile presso il Ministero del Lavoro e degli Affari Sociali. Il suo mandato è terminato nell'aprile del 1971, quando è stato nominato governatore della Provincia di Asir, situata nel sud-ovest del paese. Ha il merito di aver reso moderna e prospera la regione. Alla fine degli anni '90 e all'inizio degli anni 2000, ha cercato di usare la bellezza naturale e il clima fresco per attirare turisti arabi. Molti abitanti però, erano risentiti dal fatto che i proventi del petrolio non venivano utilizzati per far prosperare anche questa regione.
Da governatore, talvolta organizzava due Majlis (incontri con cittadini comuni nella sua residenza) al giorno. Sotto il suo governatorato, la regione ha avuto anche la sua prima linea telefonica.
Secondo un cablo diffuso da Wikileaks, il principe Khalid ha ottenuto notevoli risultati nella ristrutturazione del palazzo del padre per poter poi ospitare una festa in onore del principe Carlo, durante una visita di quest'ultimo nel 2006. Il cablo ha rivelato che prima, Khalid viveva in un vecchio palazzo che aveva un disperato bisogno di rinnovamento. Ha incaricato un socio d'affari occidentale dei lavori che si sono conclusi dopo appena tre settimane. In seguito, ha premiato l'imprenditore con 13000 dollari essendo il principe Carlo rimasto colpito dall'edificio. Khalid ha fatto poi costruire un nuovo palazzo, mentre il vecchio è stato trasformato in una università.
Il 16 maggio 2007, Khalid è stato nominato governatore della Provincia della Mecca da re Abd Allah, in sostituzione del principe 'Abd al-Majid bin 'Abd al-'Aziz, da poco deceduto. La provincia comprende la città santa de La Mecca e la seconda città più grande del paese, Gedda. Nel 2010, ha ordinato ad alberghi, ristoranti, negozi e sale per matrimoni della provincia di abbandonare tutti i loro nomi non-arabi e di utilizzare solo la lingua ufficiale nelle insegne.
Da governatore, ha svolto un ruolo importante nella gestione annuale del Hajj, il più grande pellegrinaggio religioso nel mondo. Secondo dispacci diplomatici trapelati, nel 2009, si è recato a Beirut per incontrare i parlamentari libanesi. Nel giugno 2011, Il principe Khalid ha presieduto l'apertura del rinnovato impianto dissalatore di Rabigh.
Il 22 dicembre 2013, è stato nominato ministro dell'istruzione, in sostituzione di Faysal bin Abd Allah Al Sa'ud.
Il 29 gennaio 2015, il principe Khalid è stato nominato ancora una volta governatore della Provincia della Mecca dal nuovo re Salman.

## Altri ruoli
Il principe Khalid è amministratore delegato della Fondazione Re Faysal, una delle più grandi organizzazioni filantropiche e di beneficenza di tutto il mondo. La Fondazione gestisce l'Università Alfaisal della capitale, di cui Khalid è Presidente del Consiglio di fondazione. Egli è fondatore e attuale presidente del Programma Pittura e Patronato e presidente della Fondazione pensiero arabo.
Fa parte del Consiglio di Fedeltà.
Nel 2009, era a capo di una delegazione saudita a Beirut che ha incontrato i parlamentari libanesi.

## Influenza
Il principe Khalid è ampiamente rispettato in famiglia e apprezzato per la sua combinazione di sensibilità moderna e tradizionale.
È stato menzionato quale potenziale candidato al trono quando la successione verrà aperta ai nipoti di Abd al-Aziz. È stato anche considerato tra i possibili contendenti dopo la morte del principe Nayef nel giugno 2012. Tuttavia, i suoi fratellastri, Turki e Sa'ud, si sono espressi sfavorevolmente in tal senso considerandolo un intellettuale. D'altra parte, il principe Khalid ha alcuni vantaggi rispetto ai fratelli grazie alla sua lunga carriera di governatore e per il fatto di essere conosciuto e popolare.

## Opinioni e alleanze
Khalid bin Faysal ha criticato il ritratto negativo dell'Arabia Saudita tracciato da parte dei media occidentali. Ha parlato contro delle idee sbagliate sulla società saudita come arretrate e ignoranti. Durante la sua permanenza nella provincia di Asir, era vicino all'allora principe ereditario Abd Allah.

## Interessi personali

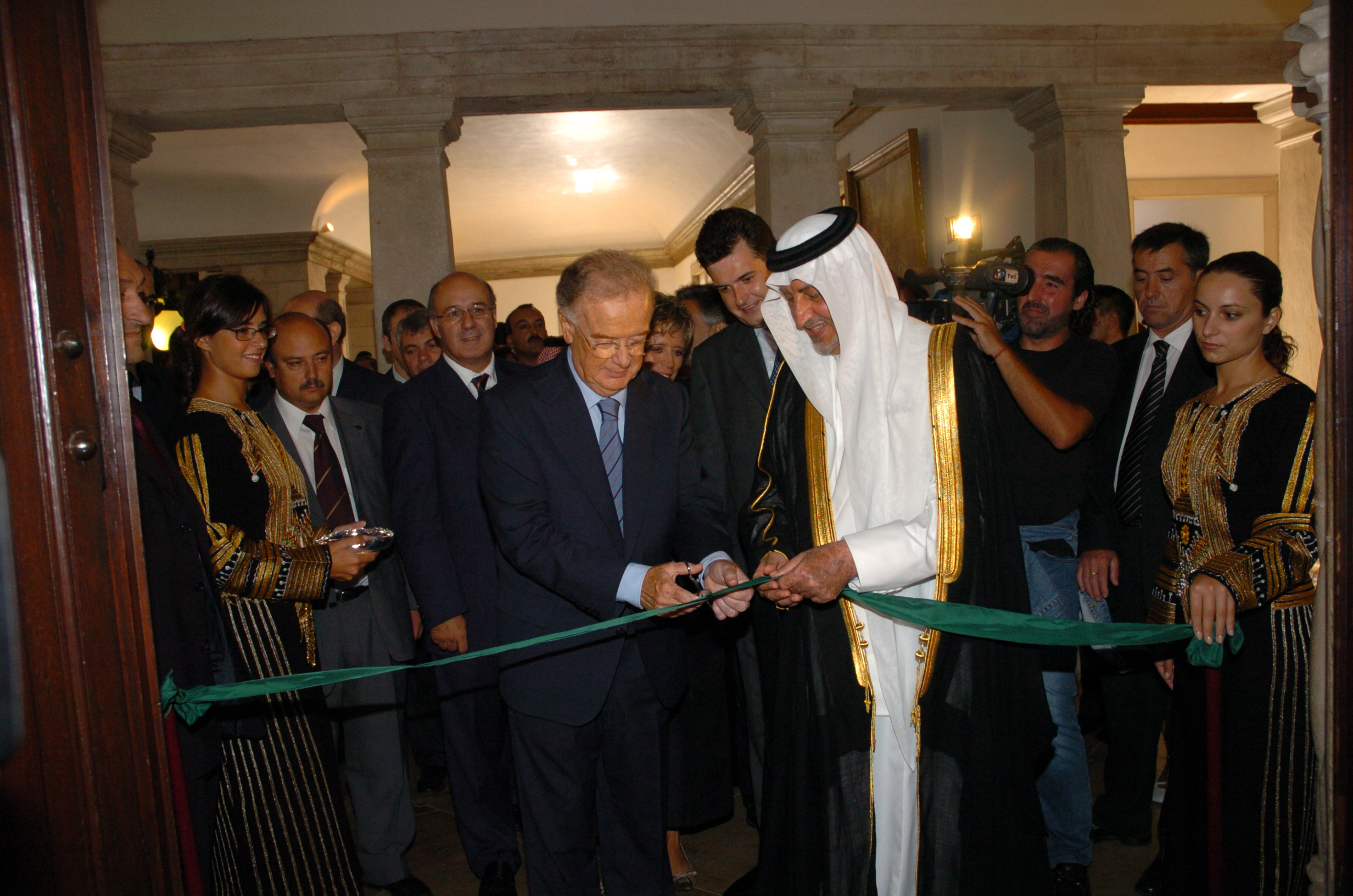
Il presidente portoghese Jorge Sampaio e il principe inaugurano una mostra a Sintra.

Il principe Khalid è un pittore appassionato, poeta e mecenate. Nel 1999, ha fondato il Programma Pittura e Patronato per "costruire e promuovere preziosi ponti di comprensione culturale, artistica ed educativa tra il mondo arabo e la comunità internazionale." Mentre era governatore dell'Asir, ha fondato il Club Letterario di Abha, il festival canoro di Abha, il Premio Abha per l'eccellenza culturale e il villaggio delle arti visive Al-Miftaha nel capoluogo. Come governatore della Mecca, ha istituito il Consiglio Culturale della Mecca.
Il principe è un caro amico di Carlo, principe di Galles, che è uno più importanti sostenitori del programma Pittura e Patronato.

## Vita personale
Il principe Khalid è sposato con Al Anoud bint Abd Allah bin Mohammad bin Abdul Rahman Al Sa'ud. La madre della moglie è Nura bint Saud, una figlia di re Sa'ud. Il padre, Abd Allah, è uno dei figli di Muhammad bin Abdul Rahman, fratello del primo sovrano del paese.
Il figlio maggiore del principe Khalid, Bandar, è presidente del consiglio di amministrazione di Al Watan, un quotidiano riformista. Il suo secondo figlio, il principe Sultan è un ufficiale di marina dell'esercito saudita. Il suo terzo e più giovane figlio, Sa'ud, è vice governatore dell'Autorità generale saudita di investimento.

## Onori e premi
Khalid bin Faysal è stato celebrato dai World Travel Awards come la personalità World Travel of the Year del 2010. Questo premio viene assegnato a una persona di successo nel sostegno all'imprenditoria.
È stato nominato miglior persona araba nel campo della risoluzione delle questioni relative alla gioventù nel 2012. Il premio gli è stato consegnato dal Media Forum della gioventù araba, che si tiene a Manama sotto il patrocinio del re del Bahrein Hamad bin Isa Al Khalifa.